# Antirrhinum valentinum
Antirrhinum valentinum ist eine Pflanzenart aus der Gattung der Löwenmäuler (Antirrhinum) in der Familie der Wegerichgewächse (Plantaginaceae).

## Beschreibung
Antirrhinum valentinum ist ein Zwergstrauch mit verflochtenen Ästen, dessen aufsteigende Stängel Längen von 20 bis 30 cm erreichen. Die Pflanze ist drüsenlos kurzflaumig behaart. Die meist gegenständig stehenden Laubblätter sind 5 bis 15 mm lang und 4 bis 12 mm breit, elliptisch bis rundlich, stumpf bis leicht ausgerandet. Die Blattstiele sind 1 bis 5 mm lang.
Die Tragblätter ähneln den Laubblättern. Die Blütenstiele sind 7 bis 20 mm lang. Die Kelchzipfel sind 4 bis 5 mm lang, länglich-lanzettlich und spitzlich. Die Krone ist 12 bis 15 mm lang, weiß mit einem gelben Gaumen und einer rosa geaderten Oberlippe. Die Lippen stehen nahe am Grund im rechten Winkel von der Kronröhre ab.
Die Früchte sind kugelförmige, meist unbehaarte Kapseln mit einem Durchmesser von 7 mm.
Die Chromosomenzahl beträgt 2n = 16.

## Vorkommen und Standorte
Die Art ist im Südosten Spaniens, in den Bergen südlich von Valencia verbreitet. Sie wächst dort im Schatten auf kalkreichen Felsen.